# Цукумідзу
Цукумідзу (яп. つくみず) — японський художник манґи під псевдонімом. Відомі роботи: постапокаліптична манґа «Остання подорож дівчат» і чотирипанельна сюрреалістична комедійна манґа Shimeji Simulation.

## Біографія
Цукумідзу багато читав у молодшій та середній школі, та згадує романи «Норвезький ліс» та «Dance Dance Dance» Харукі Муракамі та «Kirakira Hikaru» Каорі Екуні як роботи, що вплинули на створення «Остання подорож дівчат».
У старшій школі він почав цікавитися аніме, а на третьому курсі університету ― малювати мое. Цей інтерес потім пошириться на манґу. Цукумідзу навчався в Педагогічному університеті Айчі та хотів вивчати живопис, щоб стати вчителем мистецтва. У той час для Цукумідзу малювання манґи було лише хобі.
У часи студентства, Цукумідзу любив військові фільми, особливо «Врятувати рядового Раяна». Кеттенкрад, який з'являється в «Остання подорож дівчат», є даниною пам'яті фільму.
У 2013 році він видав доджінші у всесвіті Touhou Project, «Флан хоче померти», про безсмертну вампірку на ім'я Фландр, яка жадає смерті.
На другому курсі Цукумідзу почав малювати манґу, тож друг запросив його до гуртку манґи. Вони регулярно викладали свої роботи в інтернет, на одну з яких натрапив хтось із видавництва «Шінчоша». Їхньою першою комерційно опублікованою роботою була «Остання подорож дівчат», яка у 2017 році отримала аніме-адаптацію.
Наступна велика серія, Shimeji Simulation, виходила у журналі Comic Cune Media Factory з 26 січня 2019 року по 27 листопада 2023 року.

## Роботи
- «Флан хоче померти» (2013)
- «Остання подорож дівчат» (2014—2018)
- Simulation Shimeji (2019—2023)